# Petalocephala potanini
Petalocephala potanini är en insektsart som beskrevs av Melichar 1902. Petalocephala potanini ingår i släktet Petalocephala och familjen dvärgstritar. Inga underarter finns listade i Catalogue of Life.